# Antimimistis subteracta
Antimimistis subteracta är en fjärilsart som beskrevs av Louis Beethoven Prout 1925. Antimimistis subteracta ingår i släktet Antimimistis och familjen mätare. Inga underarter finns listade i Catalogue of Life.